# Johan Vollenbroek
Johan Vollenbroek (1949) is een Nederlands chemicus. Hij is voorzitter van MOB (Mobilisation for the Environment), een ngo die zich inzet voor de verbetering van de milieukwaliteit. Hij treedt op als vertegenwoordiger van bewoners- en milieuorganisaties bij het juridisch toetsen van milieuvergunningen en aanvechten van overtredingen van milieuregels door overheid en bedrijven. Vollenbroek kreeg in 2018 landelijke bekendheid toen hij met succes het Programma Aanpak Stikstof aanvocht. Daarnaast heeft Vollenbroek ook een commercieel milieuadviesbureau.

## Biografie
Johan Vollenbroek studeerde na zijn HTS-opleiding procestechnologie (HTS Arnhem) bedrijfseconomie (bachelor aan de Technische universiteit Eindhoven) en scheikunde aan de Radboud Universiteit in Nijmegen. Ook volgde hij een postacademische opleiding milieurecht aan de Universiteit van Amsterdam.  Hij werkte tijdens zijn HTS-studie als analist, en later na zijn opleidingen aan de TU en de Radboud Universiteit als milieuadviseur voor Royal Haskoning. In de jaren 1990 richtte hij milieuadviesbureau MOB (Mobilisation for the environment) op dat landen die tot de Europese Unie willen toetreden advies gaf over milieuwetgeving. Ook adviseerde hij het ministerie van Volkshuisvesting, Ruimtelijke Ordening en Milieubeheer. Hij vertelt aan het NRC de marathon in 2,5 uur te hebben gelopen.
In Nederland richt hij zich op bezwaarprocedures en processen tegen bedrijven die in zijn optiek niet aan milieurichtlijnen voldoen, en tegen milieuvergunningen die volgens hem ten onrechte verleend zijn. Hij heeft hierbij regelmatig succes. Vollenbroek treedt vaak op namens lokale en landelijke bewoners- en milieuorganisaties en wordt ook door de Stichting Natuur en Milieu ingeschakeld als deskundige.
Hij werd landelijk bekend toen hij samen met Vereniging Leefmilieu en Stichting Werkgroep Behoud de Peel bezwaar aantekende tegen het Programma Aanpak Stikstof (PAS) van de Nederlandse overheid. Uitspraken van het Europese Hof op 7 november 2018 en de Raad van State op 29 mei 2019 stelden het PAS buiten werking, omdat het niet voldeed aan de Europese wetgeving (Habitatrichtlijn) noch aan de Wet natuurbescherming. De beperkingen die deze uitspraak oplegde aan de bouwsector en de landbouw leidden tot de stikstofcrisis en tot protesten van boeren en bouwers.
Juli 2023 behaalde hij een opvallende overwinning op de zesde grootste ammoniak piekbelaster Olam Food in Koog aan de Zaan. Dat bedrijf moest binnen een jaar terug van 260 ton ammoniak naar 12 ton. Een vermindering die al eerder vastgelegd was in de milieuvergunning van het bedrijf, maar nu 36 maanden eerder moest plaatsvinden.

## Kritiek
Vollenbroek werd door Elseviers journalist Syp Wynia ervan beschuldigd dat zijn bedrijf (Mobilisation for the Environment) door overheden voor advies werd ingehuurd, terwijl dit tegen diezelfde overheden rechtszaken aanspant. Zo zou de provincie Friesland een bedrag van 155.545 euro aan Mobilisation for the Environment (MOB) hebben betaald voor advies om een afvalverbrandingsoven voor sluiting te behoeden.

## Eerbetoon
In 2008 werd Vollenbroek benoemd tot Ridder in de Orde van Oranje-Nassau.
Op 10 december 2019 kreeg hij de Clara Meijer-Wichmann Penning, vanwege zijn inspanningen tegen het Nederlandse stikstofbeleid.
Op 1 september 2020 ontving Vollenbroek in het kader van Duurzame Dinsdag het 'Duurzaam Lintje', omdat hij door 'jarenlang stug volhouden er mede voor heeft gezorgd dat niemand meer om het stikstofvraagstuk heen kan'.
In november 2021 volgde de Heimans en Thijsse Prijs.

## Externe bronnen
- Website MOB